# Bergsche Maas
De Bergsche Maas is een gegraven rivier in Noord-Brabant die de voortzetting van de Maas vormt en stroomafwaarts van naam verandert in de Amer. De Bergsche Maas is ontstaan toen in 1904 de Maas vanaf Well (Gelderland) gekanaliseerd voortgezet werd in westelijke richting. De Bergsche Maas vormt de zuidelijke begrenzing van het Land van Heusden en Altena en de totale lengte bedraagt ongeveer 24,5 kilometer. De Bergsche Maas is geschikt voor schepen CEMT-klasse Va en pleziervaart. De maximaal toegelaten afmetingen zijn: 193 × 17,5 × 4 meter. De rivier heeft een diepte van NAP –5,95 meter, met een gemiddelde breedte van 180 meter.

## Loop
De Bergsche Maas begint bij Well en stroomt langs Geertruidenberg richting het Hollands Diep. Ten westen van het stadje Heusden is het Heusdensch Kanaal aangelegd om een scheepvaartverbinding met de Afgedamde Maas te behouden, een meanderende rivier die tussen 1273 en 1904 de hoofdbedding van de Maas vormde. Het begin van de Bergsche Maas ligt bij de afdamming bij Well en niet bij het splitsen van de waterstromen (bij Aalburg).
Bij Geertruidenberg stroomt vanaf het zuiden de Donge in de Bergsche Maas. Vanaf dat punt wordt de rivier de Amer genoemd.
De Bergsche Maas, die het historische Land van Heusden in tweeën deelde, is gedeeltelijk door een nog oudere Maasbedding (van voor 1273) gegraven. Daar waar de loop van de Bergsche Maas afweek van de oorspronkelijke bedding is een drietal waterlopen overgebleven die bekendstaan als Oude Maasje. Dit werd gedaan ter voorkoming van ingrijpende veranderingen in de waterafvoer van de omringende polders, die van oudsher afwateren in het Oude Maasje.

## Geschiedenis
In Romeinse en Middeleeuwse tijden stroomde de toenmalige Maas langs Heusden richting Dordrecht, waar hij in verbinding stond met de huidige Oude Maas en van daaruit via de Maasmonding naar zee stroomde. Rond het jaar 500 ontstond een noordelijke aftakking, Rivel genaamd, die richting de toenmalige Alm stroomde, een zijtak van de Waal. Dit was aanvankelijk een relatief onbeduidende stroom, maar vanaf het jaar 1135 is de Rivel meer water aan de Maas gaan onttrekken. Hierdoor werd de Alm een belangrijke zijtak van de Maas. Deze kwam ter hoogte van de huidige Biesbosch samen met de Romeins-Middeleeuwse Maas. Een andere zijtak, de Werken, stroomde richting de Merwede (de benedenloop van de Waal).
Uiteindelijk vond later in de Middeleeuwen (grofweg rond 1200) bij Giessen een dijkdoorbraak plaats, waarbij het water in noordelijke richting is gaan stromen, om bij Woudrichem uit te monden in de Waal/Merwede. Sindsdien hebben de eerdere Maaslopen hun belang langzaam verloren. Uiteindelijk zijn deze afgedamd in het kader van de omdijkingen van de Grote Waard: de Werken in 1230, de Romeins-Middeleeuwse Maas in 1273 en de Alm in 1275. Vervolgens zijn deze Maasstrangen grotendeels verdwenen of verland, zodat restanten slechts herkenbaar zijn als brede sloten in het landschap. Voorbeelden hiervan zijn meerdere Oude Maasjes, de huidige Alm en de Voorste Vliet. De nieuwe hoofdgeul werd aangeduid als de Andelsche- of Nieuwe Maas (niet te verwarren met de Nieuwe Maas bij Rotterdam).
Vele eeuwen lang bleef deze situatie ongewijzigd, totdat de toenemende wateroverlast van de 'Nieuwe' Maas niet langer tolerabel was. Het probleem was namelijk dat de Merwede nu het water van twee grote rivieren (Rijn en Maas) moest herbergen. Daarnaast stond het water in de Waal meestal hoger dan in de Maas, waardoor het water in de Maas werd opgestuwd en het Maaswater slechts moeizaam in de Merwede geperst kon worden. De situatie verslechterde als gevolg van de Sint-Elizabethsvloed (1421), waardoor een groot deel van het Merwedewater tussen Dordrecht en Werkendam werd afgestaan aan een fijnmazig netwerk van rivierarmen, kreken en killen (de huidige Biesbosch), die gemakkelijk konden 'verstoppen' in tijden van hoge rivierafvoeren.

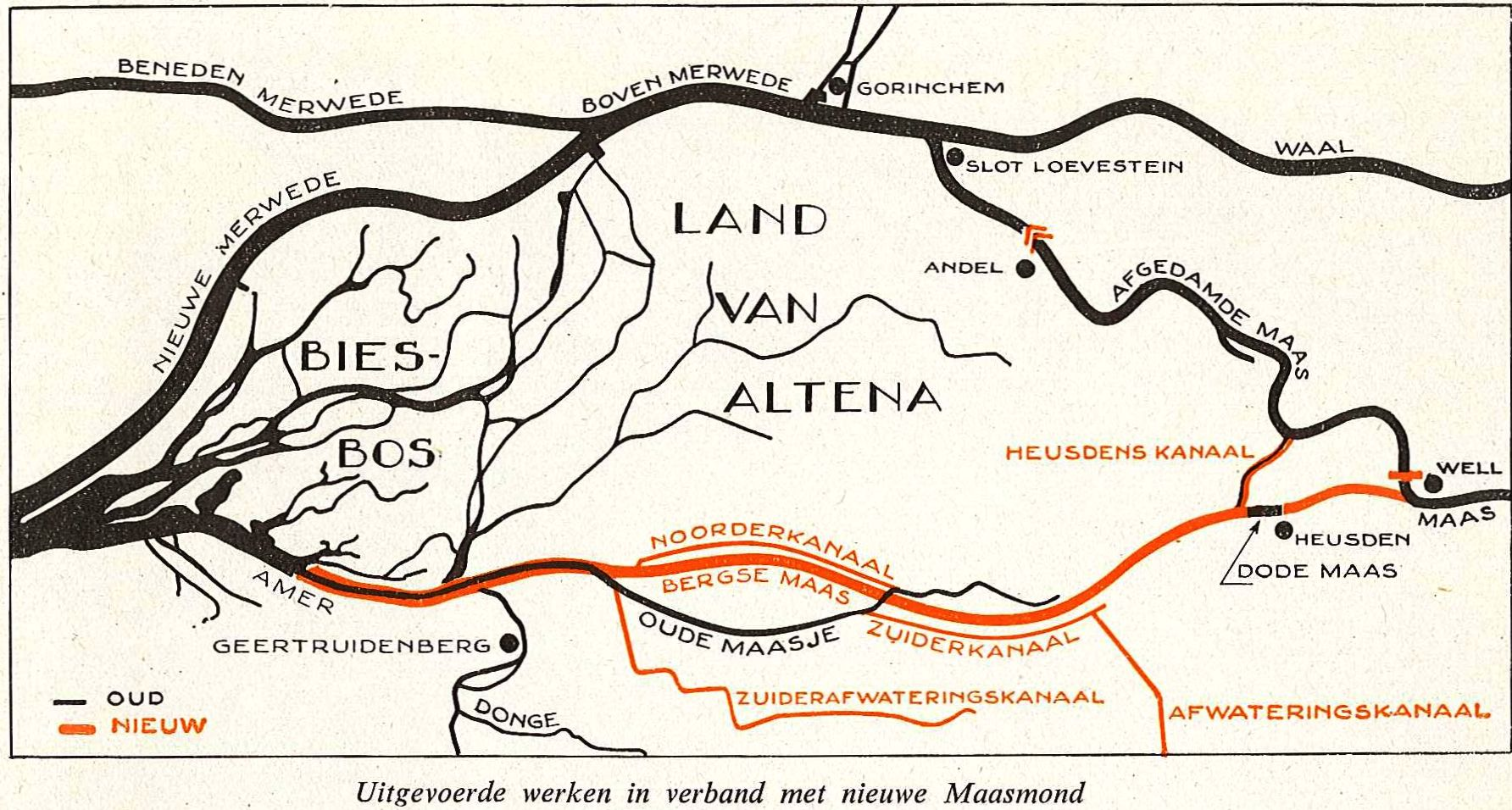
Uitgevoerde werken in verband met nieuwe Maasmond

Als gevolg hiervan zijn er in de 19de eeuw plannen gemaakt om de Merwede/Waal/Rijn geheel te scheiden van de Maas. Hierop werd in 1883 bij wet, de Maasmondwet, besloten tot het graven van de Bergsche Maas en het afsluiten van de Andelsche Maas (de huidige Afgedamde Maas). Tussen 1888 en 1904 werd de Maas op initiatief van de bekende ingenieur Cornelis Lely bij Andel afgesloten en werd de rivier via de nieuw gegraven Bergsche Maas verbonden met de Amer en het Hollandsch Diep. Daarnaast werd ook de verbinding tussen de Waal en de Maas bij Sint-Andries afgesloten. De rivieren Waal en Maas zijn vanaf dat moment van elkaar gescheiden. Op 18 augustus 1904 onthulde Koningin Wilhelmina het Monument scheiding van Maas en Waal dat ter herinnering was opgericht.

### Toponiemen
Diverse plaatsnamen herinneren aan de wisselende waterhuishouding sinds de Romeinse tijd. Plaatsen in dit afwateringsgebied werden naar waterlopen of natte gebieden genoemd en andersom. Enkele voorbeelden:
- Almkerk: de Alm
- Doeveren, van een prehistorische waternaam, gevormd uit de Indo-Europese wortel *dhubho 'zwart'
- Dongen kreeg zijn naam van de Donge en gaf zijn naam aan de Dongense Vaart, die deze weer doorgaf aan het lintdorp Dongense Vaart
- Dussen, oorspronkelijk een riviernaam
- Genderen: de Gander, een verdwenen rivier die uitkwam op de eveneens verdwenen Dussense Stroom (Dussen)
- 's Gravenmoer, moer is drassig veengebied, vergelijk moeras en meer
- Raamsdonk, naar een donk, een zandheuvel in moerassig gebied. De afgeleide naam Raamsdonksveer houdt nog een tweede verwijzing naar water in: een veerdienst
- Werkendam en De Werken, beide genoemd naar de Werken, een vrijwel verdwenen zijtak van de Alm

## Oeververbindingen
De Bergsche Maas wordt bij Raamsdonksveer (Brug bij Keizersveer) en Heusden (Brug bij Heusden) overbrugd. Tussen Dussen en Capelle (het zogenaamde Kapelsche Veer), tussen Drongelen en Waalwijk en tussen Herpt en Bern zijn pontveren, geëxploiteerd door de stichting De Bergsche Maasveren. 